# Cerastium papuanum
Cerastium papuanum är en nejlikväxtart. Cerastium papuanum ingår i släktet arvar, och familjen nejlikväxter.

## Underarter
Arten delas in i följande underarter:
- C. p. keysseri
- C. p. papuanum
- C. p. phaenops